# Dołgie (powiat szczecinecki)
Dołgie – osada w Polsce położona w województwie zachodniopomorskim, w powiecie szczecineckim, w gminie Biały Bór nad jeziorem Dołgie.
W latach 1975–1998 wieś należała do woj. koszalińskiego.

## Zabytki
- park dworski, pozostałość po dworze[3].